# Dyskografia Alessii Cary
Dyskografia kanadyjskiej piosenkarki Alessii Cary składa się z dwóch albumów studyjnych, dwóch minialbumów i szesnastu singli (w tym dwóch z gościnnym udziałem).

## Albumy studyjne
| Tytuł                | Dane dot. albumu                                                                                             | Pozycja na liście | Pozycja na liście | Pozycja na liście | Pozycja na liście | Certyfikat                                                                           |
| Tytuł                | Dane dot. albumu                                                                                             | USA               | CAN               | AUS               | NZL               | Certyfikat                                                                           |
| -------------------- | --- | ----------------- | ----------------- | ----------------- | ----------------- | ------------------------------------------------------------------------------------ |
| Know-It-All          | - Data: 13 listopada 2015 - Wydawca: Def Jam, EP Entertainment - Format: CD, LP, digital download, streaming | 9                 | 8                 | 16                | 26                | - CAN: platynowa płyta - USA: platynowa płyta - UK: srebrna płyta - POL: złota płyta |
| The Pains of Growing | - Data: 30 listopada 2018 - Wydawca: Def Jam, EP Entertainment - Format: CD, LP, digital download, streaming | 71                | 21                | 76                | —                 |                                                                                      |

## Minialbumy
| Tytuł           | Dane dot. albumu                                                   | Pozycja na liście | Pozycja na liście | Pozycja na liście |
| Tytuł           | Dane dot. albumu                                                   | USA               | CAN               | NZL               |
| --------------- | ------------------------------------------------------------------ | ----------------- | ----------------- | ----------------- |
| Four Pink Walls | - Data: 26 sierpnia 2015 - Wydawca: Def Jam, EP Entertainment      | 31                | 11                | 21                |
| This Summer     | - Data: 6 września 2019 - Wydawca: Def Jam, Universal Music Canada | —                 | 52                | —                 |

## Single
| Tytuł                                    | Rok  | Pozycja na liście | Pozycja na liście | Pozycja na liście | Pozycja na liście | Certyfikat                                          | Album                  |
| Tytuł                                    | Rok  | USA               | CAN               | AUS               | NZL               | Certyfikat                                          | Album                  |
| ---------------------------------------- | ---- | ----------------- | ----------------- | ----------------- | ----------------- | --------------------------------------------------- | ---------------------- |
| „Here”                                   | 2015 | 5                 | 19                | 12                | 15                | - USA: 3× platynowa płyta - POL: złota płyta        | Know-It-All            |
| „Wild Things”                            | 2016 | 50                | 14                | 25                | 12                | - USA: 2× platynowa płyta                           | Know-It-All            |
| „Wild” (gościnnie: Troye Sivan)          | 2016 | 104               | 72                | 26                | —                 | - USA: złota płyta                                  | Blue Neighbourhood     |
| „Scars To Your Beautiful”                | 2016 | 8                 | 14                | 8                 | 15                | - USA: 2× platynowa płyta - POL: 2× platynowa płyta | Know-It-All            |
| „How Far I'll Go”                        | 2016 | 56                | 46                | 15                | 3                 | - USA: platynowa płyta - POL: platynowa płyta       | Moana                  |
| „Stay” (wraz z Zedd)                     | 2017 | 7                 | 9                 | 3                 | 9                 | - USA: 2× platynowa płyta - POL: platynowa płyta    | Everything, Everything |
| „Growing Pains”                          | 2018 | 65                | 36                | 87                | —                 |                                                     | The Pains of Growing   |
| „Trust My Lonely”                        | 2018 | —                 | 55                | —                 | —                 |                                                     | The Pains of Growing   |
| „Out of Love”                            | 2019 | 112               | 62                | —                 | —                 |                                                     | The Pains of Growing   |
| „Ready”                                  | 2019 | —                 | —                 | —                 | —                 |                                                     | This Summer            |
| „Rooting for You”                        | 2019 | —                 | 69                | —                 | —                 |                                                     | This Summer            |
| „Okay Okay”                              | 2019 | —                 | —                 | —                 | —                 |                                                     | This Summer            |
| „October”                                | 2019 | —                 | —                 | —                 | —                 |                                                     | This Summer            |
| "—" oznacza, że singel nie był notowany. |      |                   |                   |                   |                   |                                                     |                        |

### Z gościnnym udziałem
| Tytuł                                                         | Rok  | Pozycja na liście | Pozycja na liście | Pozycja na liście | Pozycja na liście | Certyfikat                                       | Album     |
| Tytuł                                                         | Rok  | USA               | CAN               | AUS               | NZL               | Certyfikat                                       | Album     |
| ------------------------------------------------------------- | ---- | ----------------- | ----------------- | ----------------- | ----------------- | ------------------------------------------------ | --------- |
| „1-800-273-8255” (Logic, gościnnie: Alessia Cara, Khalid)     | 2017 | 3                 | 6                 | 5                 | 6                 | - USA: 5× platynowa płyta - POL: platynowa płyta | Everybody |
| „Let Me Down Slowly” (Alec Benjamin, gościnnie: Alessia Cara) | 2019 | 79                | 49                | 56                | 23                | - USA: platynowa płyta                           | —         |
| „Querer mejor” (Juanes, gościnnie: Alessia Cara)              | 2019 | —                 | —                 | —                 | —                 |                                                  |           |